# Freising járás
Freising járás egy járás Bajorországban. Freising járás Erding, München, Dachau, Pfaffenhofen an der Ilm, Kelheim, Landshut, Mainburg, Freising, Rottenburg és Freising járásokkal határos. Lakosainak száma 179 116 fő.

## Népesség
A járás népessége az elmúlt években az alábbi módon változott:
| Lakosok száma | 30 668 | 33 207 | 35 985 | 50 872 | 95 263 | 118 518 | 169 010 | 170 357 | 175 803 | 177 997 |
|               | 1871   | 1885   | 1925   | 1950   | 1970   | 1987    | 2013    | 2014    | 2016    | 2017    |